# آلیسیا فون ریتبرگ
کنتس آلیسیا فون ریتبرگ (انگلیسی: Alicia von Rittberg؛ زادهٔ ۱۰ دسامبر ۱۹۹۳) یک هنرپیشه اهل آلمان است.
از فیلم‌ها یا برنامه‌های تلویزیونی که وی در آنها نقش داشته‌است می‌توان به باربارا، خشم و هیندنبورگ اشاره کرد.